# CBS Morning News
CBS Morning News is de nieuwsuitzending van CBS News in de vroege ochtend, geprogrammeerd na het nachtelijke CBS Overnight News. Het programma wordt sinds 1987 uitgezonden op de Amerikaanse televisiezender CBS. De huidige presentator is Anne-Marie Green. Het programma wordt uitgezonden vanuit het CBS Broadcast Centre in New York, van 4.00 tot 4.30 uur EST.

## Nieuwslezers
- Charles Osgood en Faith Daniels (1987-1990)
- Charles Osgood en Victoria Corderi (1990-1991)
- Charles Osgood en Giselle Fernández (1991-1992)
- Charles Osgood en Meredith Vieira (1992)
- Meredith Vieira en John Roberts (1992-1993)
- John Roberts en Monica Gayle (1993-1994)
- John Roberts en Dana King (1994-1995)
- Troy Roberts en Jane Robelot (1995-1996)
- Jose Diaz-Balart en Cynthia Bowers (1996-1998)
- Thalia Assuras (1998-1999)
- Julie Chen (1999-oktober 2002)
- Susan McGinnis (oktober 2002-januari 2008)
- Michelle Gielan (21 juli 2008-17 juni 2010)
- Betty Nguyen (21 juni 2010-6 april 2012)
- Michelle Miller (6 april 2012 - heden)